# Corinth (Kentucky)
Corinth – miasto w Stanach Zjednoczonych, w stanie Kentucky, w hrabstwie Grant.